# Annotto Bay
Annotto Bay is een plaats in de parish Saint Mary bij een baai aan de noordkust van Jamaica, tussen Port Maria en Port Antonio. De plaats is vernoemd naar de anattobomen die hier veel werden aangetroffen. 
De oorspronkelijke bevolking van Jamaica, de Taíno, noemden de plaats Guayguata. 
Een opvallend historisch gebouw is de Annotto Bay Baptist Church. De oorspronkelijke kerk uit 1823 is vernield tijdens de Christmas Rebellion, een 11 dagen durende slavenopstand over het gehele eiland die was geïnitieerd door Samuel Sharpe als vredelievende staking op 25 december 1831. De kerk is in 1835 herbouwd. 
Deze grootste opstand ooit op Jamaica heeft grote invloed gehad op de beslissing van het Britse parlement in 1833 om de slavernij af te schaffen.